# Deirdre Lovejoy
Deirdre Lovejoy (Abilene (Texas), 30 juni 1962) is een Amerikaanse actrice.

## Biografie
Lovejoy werd geboren in Abilene (Texas) en groeide op in Connecticut en Pittsburgh, en eindigde in Elkhart (Indiana) waar haar moeder met haar tweede echtgenoot trouwde. Lovejoy doorliep de high school aan de Elkhart Memorial High School waar zij in 1980 haar diploma haalde. Hierna studeerde zij in 1984 af in theaterwetenschap en communicatie aan de University of Evansville in Evansville (Indiana). Zij haalde drie jaar later haar master of fine arts aan de Tisch School of the Arts in Manhattan (New York). Tijdens haar studietijd kwam zij in aanraking met het acteren, en trad in diverse stukken op in lokale theaters. 

## Carrière
Lovejoy begon in 1990 met acteren in de miniserie The Kennedys of Massachusetts, waarna zij nog meerdere rollen speelde in televisieseries en films. Naast het acteren voor televisie is zij ook actief in het theater, zo maakte zij ook in 1990 haar debuut op Broadway als understudy in het toneelstuk Six Degrees of Separation, waarna zij nog meer optrad op Broadway.

## Filmografie

### Films
- 2021 I See You and You See Me - als Karen
- 2021 Spiked - als chief Collins
- 2017 The Post - als Debbie Regan
- 2017 I Am Elizabeth Smart - als Wanda Barzee
- 2017 Beauty Mark - als pastor Hodges
- 2016 Stars in Shorts: No Ordinary Love - als tooster
- 2016 Billy Lynn's Long Halftime Walk - als moeder van Billy
- 2016 Thirsty - als Doris Townsend
- 2013 Lionhead – als detective Lundgren
- 2013 Shadow on the Mesa – als Sally Bates
- 2011 Bad Teacher – als moeder van Sasha
- 2009 The Stepfather – als detective Tylar
- 2008 Under – als detective Cavanaugh
- 2006 Step Up – als moeder van Nora / Katherine Clark
- 2001 Thirteen Conversations About One Thing – als lerares
- 2001 My Sister's Wedding – als Beverly Modina
- 2000 Shaft – als politieofficier
- 2000 Perfect Murder, Perfect Town: jonBenét and the City of Boulder – als detective Linda Arndt
- 1999 The Talented Mr. Ripley – als vechtende buurvrouw
- 1999 Random Hearts – als officier Isabel
- 1998 Sour Grapes – als verpleegster Wells
- 1996 Rescuing Desire – als verkoopster boekenwinkel

### Televisieseries
Uitgezonderd eenmalige gastrollen.
- 2016 - 2022 The Blacklist - als Cynthia Panabaker - 23 afl.
- 2020 Big Dogs - als Ronny Radiant - 3 afl.
- 2019 Raising Dion - als Charlotte Tuck - 7 afl.
- 2018 Trollville - als moeder van Toby - 5 afl.
- 2016 Shameless - als Rita - 3 afl.
- 2016 American Gothic - als rechercheur Linda Cutter - 9 afl.
- 2014 Orange Is the New Black - als Chris Maser - 2 afl.
- 2012 Body of Proof – als Jeannie Morris – 2 afl.
- 2009 - 2011 Bones – als Heather Taffet – 3 afl.
- 2008 Eli Stone – als Samantha Jarrells – 2 afl.
- 2002 - 2008 The Wire – als Rhonda Pearlman – 60 afl.
- 2006 - 2007 Close to Home – als Ellen Porter – 2 afl.
- 2004 The West Wing – als Lisa Wolfe – 2 afl.
- 2000 - 2001 Law & Order: Special Victims Unit – als Hermandez – 2 afl.
- 1999 - 2000 Spin City – als verslaggeefster – 3 afl.
- 1990 The Kennedys of Massachusetts – als Rosemary Kennedy – miniserie

## TheaterwerkBroadway
- 2013 Lucky Guy - als Louise Imerman / Debby Krenek
- 2001 The Gathering - als Diane
- 1998 Getting and Spending - als Elizabeth Panelli
- 1990-1992 Six Degrees of Separation - als Elizabeth (understudy)

- Gemeinsame Normdatei: 1329048733
- International Standard Name Identifier: 0000 0000 5123 3550
- Library of Congress Control Number: no2007151639
- MusicBrainz: f450f7ee-1fd7-43fa-8062-b7224d6dc620
- Nationale Bibliotheek van Israël: 987007427981605171
- Virtual International Authority File: 34252417
- WorldCat: E39PBJmHFPpmTjYMwgJfG6kqwC